# Хироши Араки
| 26887 Tokyogiants[1]                   | 14. октобар 1994. |
| 100267 JAXA[2]                         | 14. октобар 1994. |
| 1 са Исао Сато 2 са Исао Сато и М. Абе |                   |

Хироши Араки (荒木 博志 Araki Hiroshi) је јапански астроном. Ради у Националној Астрономској Опсерваторији у Јапану, у Ошу. Открио је два астероида. Са колегама у опсерваторији, направио је детаљну топографску мапу Месеца.